# Дворцовый проспект
Дворцо́вый проспект — центральный проспект в городе Ломоносове Петродворцового района Санкт-Петербурга. Проходит от линии Балтийской железной дороги до Краснофлотского шоссе.

## История
Первоначальное название — Копо́рская дорога — появилось в Ораниенбауме в 1710-х годах. Дорога включала в себя также Морскую улицу в Мартышкине и Ораниенбаумское шоссе в Петергофе (а по некоторым данным — также Петербургское шоссе в Пушкинском районе). Наименование связано с тем, что дорога вела к селу Копорье Кингисеппского района Ленинградской области.
В 1780 году на участке от Кронштадтской улицы до Первомайской улицы была выделена Больша́я Городова́я улица. Название дано, поскольку улица была центральной и самой большой в городе.
С 1790-х годов — Большой проспект (или Большая улица). Тогда же в его состав включили участок от Кронштадтской улицы до улицы Ломоносова. Также существовало название Гла́вная улица. В 1800-х годах улица стала Большой Першпекти́вной и была продлена от улицы Ломоносова до городских ворот. Улица имела нумерацию домов, противоположную нынешней.
27 февраля 1869 года Большая Першпективная улица стала Дворцовым проспектом — по Большому Ораниенбаумскому дворцу, от которого тогда начиналась (ныне проспект к нему ведёт).
С 1900-х годов участок Копорской дороги от переезда до городских ворот стал Петергофским шоссе, поскольку он ведёт в направлении Петергофа.
В 1913 году Дворцовый проспект переименовали в Рома́новский — в связи с 300-летием дома Романовых.
В марте 1917 года проспект стал Наро́дным. В 1927 году его переименовали в проспект Ю́ного Ле́нинца. Этот топоним обосновывался тем, что на этом проспекте в 1922 году формировались первые в городе детские коммунистические отряды, в 1926 году объединённые во Всесоюзную пионерскую организацию имени В. И. Ленина. Её членов называли юными ленинцами.
В 1940-х годах к проспекту Юного Ленинца присоединили Петергофское шоссе. Тогда же нумерация домов была изменена на противоположную, то есть от переезда к Краснофлотскому шоссе.
13 января 1998 года проспекту вернули историческое название — Дворцовый.
|                                | от линии Балтийской железной дороги до городских ворот | от городских ворот до улицы Ломоносова | от улицы Ломоносова до Кронштадтской улицы | от Кронштадтской улицы до Первомайской улицы | от Первомайской улицы до Морского канала |  |
| ------------------------------ | ------------------------------------------------------ | -------------------------------------- | ------------------------------------------ | -------------------------------------------- | ---------------------------------------- |  |
| с 1998 года по настоящее время | Дворцовый проспект                                     | Дворцовый проспект                     | Дворцовый проспект                         | Дворцовый проспект                           | Дворцовый проспект                       |  |
| с 1940-х гг. по 1998 год       | проспект Юного Ленинца                                 | проспект Юного Ленинца                 | проспект Юного Ленинца                     | проспект Юного Ленинца                       | проспект Юного Ленинца                   |  |
| с 1927 года по 1940-е гг.      | Петергофское шоссе                                     | проспект Юного Ленинца                 | проспект Юного Ленинца                     | проспект Юного Ленинца                       | проспект Юного Ленинца                   |  |
| с 1917 по 1927 годы            | Петергофское шоссе                                     | Народный проспект                      | Народный проспект                          | Народный проспект                            | Народный проспект                        |  |
| с 1913 по 1917 годы            | Петергофское шоссе                                     | Романовский проспект                   | Романовский проспект                       | Романовский проспект                         | Романовский проспект                     |  |
| 1900-е гг. — 1913 год          | Петергофское шоссе                                     | Дворцовый проспект                     | Дворцовый проспект                         | Дворцовый проспект                           | Дворцовый проспект                       |  |
| 1869 год — 1900-е гг.          | Копорская дорога                                       | Дворцовый проспект                     | Дворцовый проспект                         | Дворцовый проспект                           |                                          |  |
| 1800-е гг. — 1869 год          | Копорская дорога                                       | Большая Першпективная улица            | Большая Першпективная улица                | Большая Першпективная улица                  |                                          |  |
| 1790-е — 1800-е гг.            | Копорская дорога                                       | Копорская дорога                       | Главная улица                              | Главная улица                                |                                          |  |
| 1780-е — 1790-е гг.            | Копорская дорога                                       | Копорская дорога                       | Копорская дорога                           | Большая Городовая улица                      | Большая Городовая улица                  |  |
| 1710-е — 1780-е гг.            | Копорская дорога                                       | Копорская дорога                       | Копорская дорога                           | Копорская дорога                             | Копорская дорога                         |  |

С 1998 года проспект проходит рядом с городскими воротами (ранее проходил через них). На перекрёстках с улицей Красного Флота, Кронштадтской улицей и Манежным спуском установлены светофоры.

## Застройка

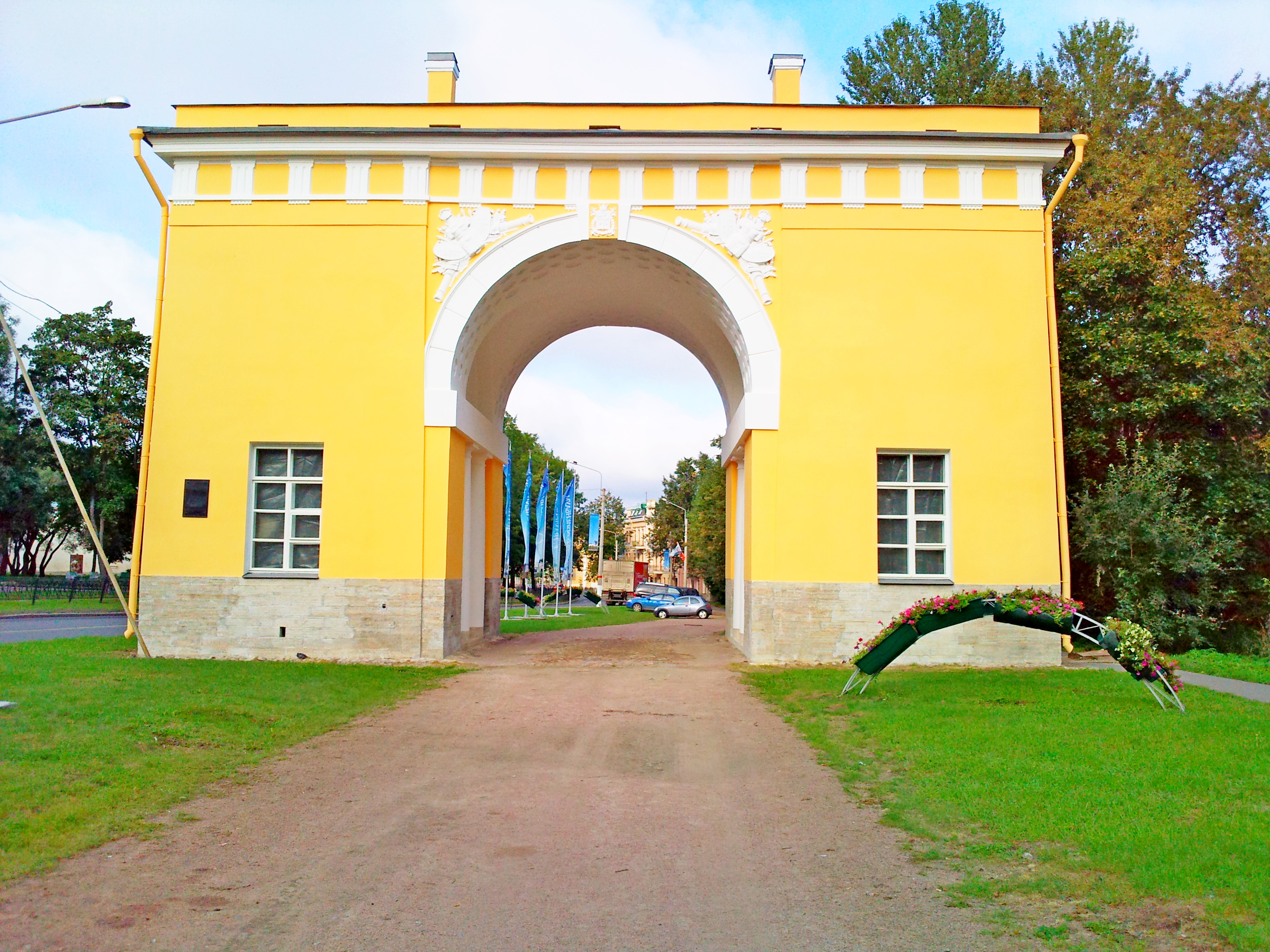
Городские ворота

- дом 2 — жилой дом (1870—1880-е гг.; объект культурного наследия регионального значения[4]). В начале 2000-х годов здание почти полностью сгорело, а в 2011-м пепелище снесли[5].
- дом 12/8 — Дом культуры (начало 1950-х гг.; выявленный объект культурного наследия[6])
- дом 14/9 — жилой дом (вторая половина XIX в.; выявленный объект культурного наследия[6]). Сейчас здание заброшено, его планируется передать инвестору[7].
- дом 16 — жилой дом (вторая половина XIX в.; выявленный объект культурного наследия[6])
- дом 29а — городские ворота (1826—1829, арх. А. М. Горностаев, И. И. Шарлемань; объект культурного наследия федерального значения[8])
- дом 31 — жилой дом (вторая половина XIX в.; объект культурного наследия регионального значения[4])
- дом 32 — жилой дом (начало XX в.; выявленный объект культурного наследия[6])
- дом 35 — жилой дом (середина XIX в.; объект культурного наследия регионального значения[4])
- дом 36 — жилой дом (вторая половина XIX в.; выявленный объект культурного наследия[6])
- дом 37 — жилой дом (конец XIX в.; объект культурного наследия регионального значения[4])
- дом 38 — жилой дом (вторая половина XIX в.; выявленный объект культурного наследия[6])
- дом 39 — жилой дом (вторая половина XIX в.; выявленный объект культурного наследия[6])
- дом 40 — жилой дом (середина XIX в.; объект культурного наследия регионального значения[4])
- дом 44—50 — дворцово-парковый комплекс «Ораниенбаум»
- дом 45/7 — жилой дом (вторая половина XIX в.; объект культурного наследия регионального значения[4])
- дом 53 — жилой дом (вторая половина XIX в.; объект культурного наследия регионального значения[4][9])
- дом 55/8 — дом Щукина (1830-е гг.; объект культурного наследия регионального значения[4])
- дом 57/11 — жилой дом (начало XX в.; объект культурного наследия регионального значения[4])
- дом 61 — собор Архангела Михаила (1911—1914, арх. А. К. Миняев; объект культурного наследия федерального значения[8])
- дом 63 — Дом присутственных мест (1824, арх. В. П. Стасов; объект культурного наследия регионального значения[4])

## Пересечения и примыкания
- Морская улица
- Балтийская железная дорога (одноуровневый переезд)
- улица Красного Флота
- улица Ломоносова
- Кронштадтская улица
- Петербургская улица
- Манежный спуск
- Екатерининский переулок
- Первомайская улица
- Морской канал
- Краснофлотское шоссе

## Транспорт
Дворцовый проспект находится в нескольких минутах ходьбы от железнодорожной станции Ораниенбаум I, на всём протяжении проспекта по нему проходят автобусные маршруты: внутригородские маршруты Ломоносова, маршруты, связывающие Ломоносов с другими населёнными пунктами, а также транзитный маршрут от станции метро «Автово» до города Сосновый Бор.

## Галерея

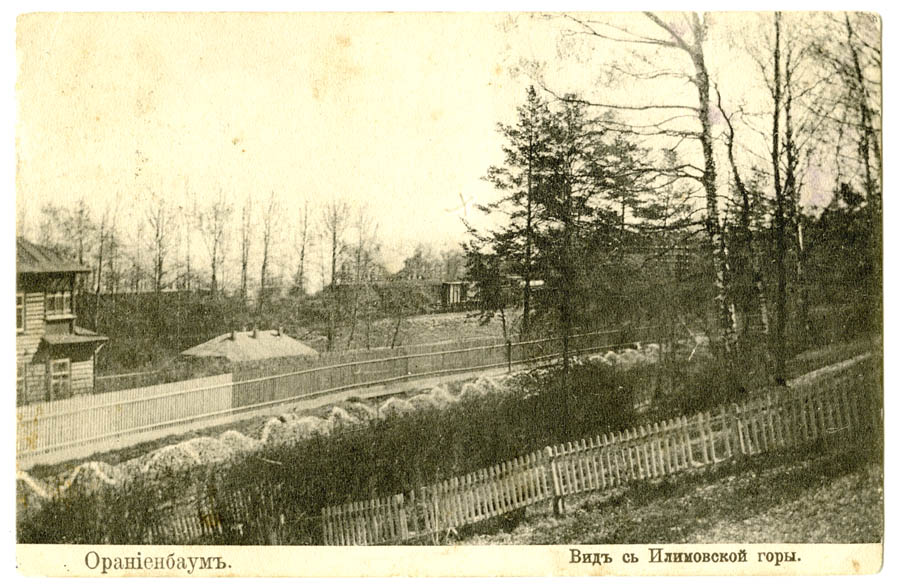
Дореволюционная открытка. Вид с Иликовской горы (район железнодорожного переезда)
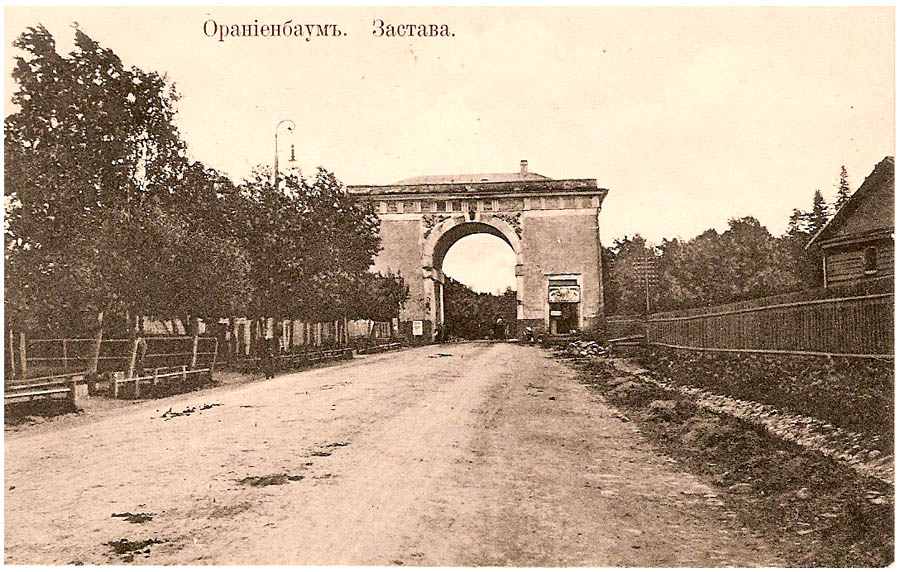
Дореволюционная открытка. Городские ворота
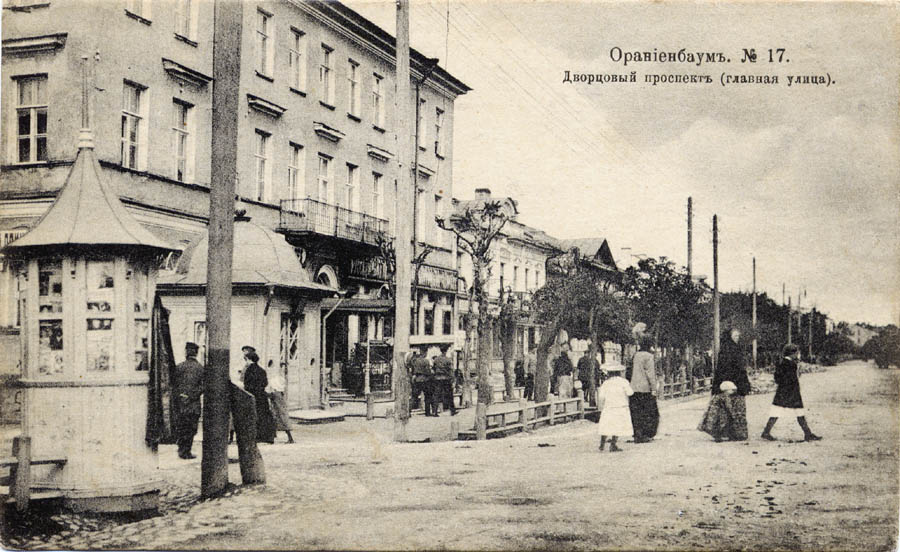
Дореволюционная открытка. Центральная часть проспекта. Чётная сторона
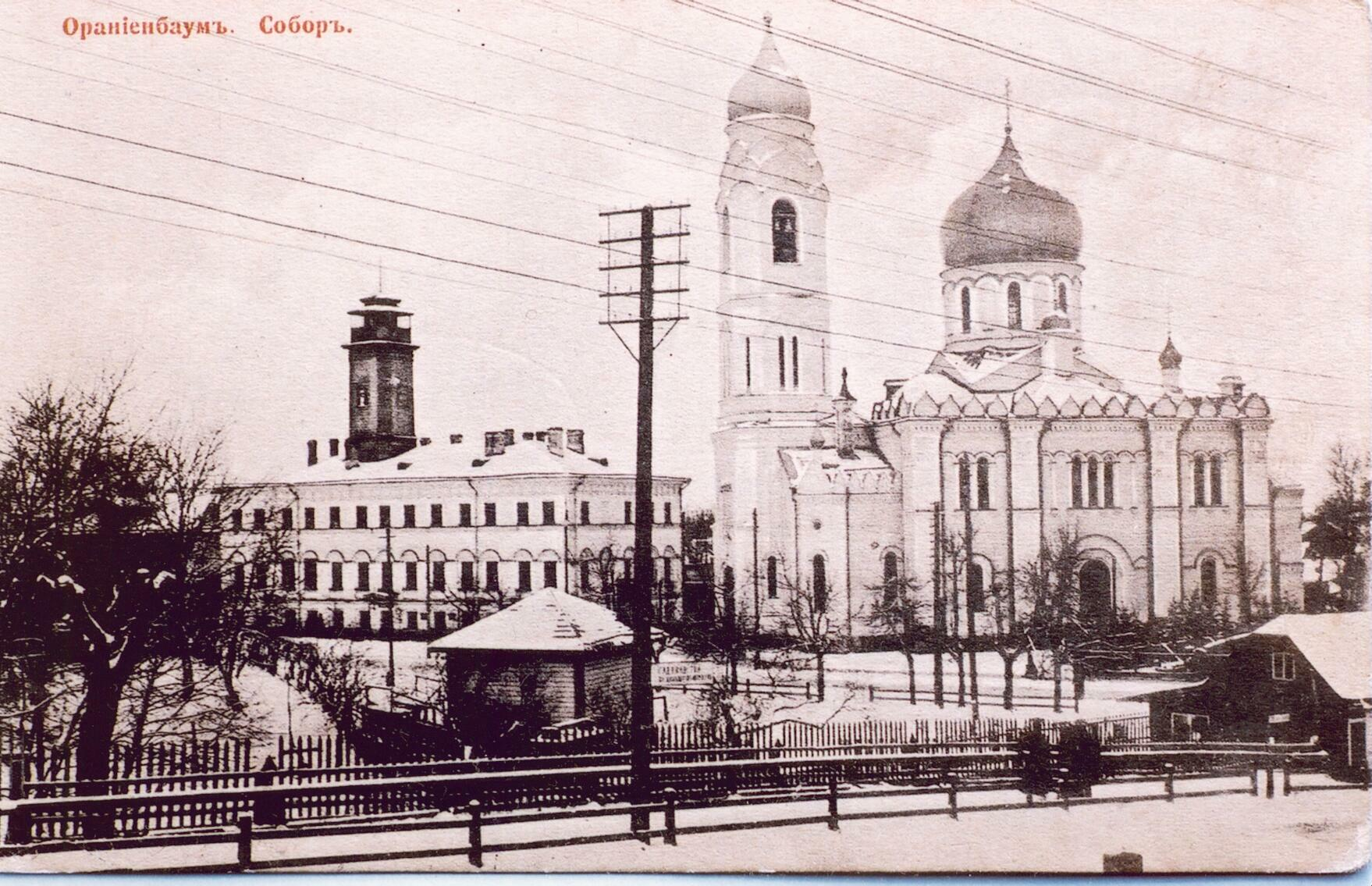
Дореволюционная открытка. Пожарная часть и собор Архангела Михаила